# Zahra Mahmoodi
Zahra Mahmoodi (Teerão, 1990) é uma futebolista afegã e ex-capitã da seleção nacional feminina de futebol do Afeganistão. Ela foi uma das fundadoras da Equipa nacional de futebol feminino do Afeganistão, formada em 2007, permanecendo como integrante até o final de 2013.

## Trajectória
Mahmoodi nasceu em 1990 perto de Teerã, no Irã, filha de refugiados hazaras que fugiram da perseguição no Afeganistão em 1975. Em 2000, aos nove anos, sua escola organizou um clube de futebol feminino, mas a administração encerrou as atividades. Pouco depois, o seu pai abriu uma pequena oficina de fabrico de bolas de futebol; Mahmoodi ajudava durante o dia e jogava futebol em segredo à noite. Em 2004, o governo iraniano proibiu os refugiados afegãos de frequentar a escola pelo que a sua família decidiu retornar ao Afeganistão.
Em 2007, Mahmoodi foi recrutada pela Federação de Futebol do Afeganistão para ser integrante da primeira equipa nacional de futebol feminino. Em 2010, tornou-se capitã da equipa, liderando a participação no campeonato feminino da Federação de Futebol do Sul da Ásia em 2010 e 2012  — as primeiras vezes que uma equipe afegã competiu. Além disso, Mahmoodi jogou em diferentes clubes da cidade de Cabul, incluindo o Payam Club (2007-2010), o Kabul Club (2010-2012) e o Rabi Balkhi Club (2012-2013 ). Em 2011 tornou-se a primeira treinadora de futebol do Afeganistão e obtendo uma licença de treinador "C" da AFC. Ela fundou e treinou a equipa feminina sub-14 do Afeganistão e foi nomeada diretora do Comitê Feminino da Federação de Futebol do Afeganistão.
Em 2013, Zahra Mahmoodi recebeu o Prémio Humanitário Muhammad Ali, em Louisville, Kentucky, reconhecida pelo Princípio de “Espiritualidade”, por seu trabalho em prol dos direitos das mulheres no Afeganistão por meio do desporto. Devido a ameaças dos talibãs, ela não retornou ao Afeganistão, senão que procurou asilo no Canadá e onde se estabeleceu em Toronto.
Em Toronto, tornou-se atleta embaixadora da Right to Play, uma organização dedicada a construir comunidades através do desporto.  Em junho de 2019, graduou-se na Universidade de Guelph  com uma licenciatura em Desenvolvimento Internacional e recebeu o Prêmio de Estudos de Desenvolvimento Internacional de 2019, em reconhecimento por sua contribuição na área de Desenvolvimento Econômico e Empresarial.